# Тарзан — тигр
«Тарзан — тигр» — это сериал компании Universal по мотивам романа Эдгара Райса Берроуза «Тарзан и сокровища Опара». Одно время фильм считался утерянным, однако была найдена одна копия фильма, и сейчас сериал доступен на DVD или для скачивания в сети Интернет.

## Сюжет
Лорд Грейсток возвращается в Африку с женой леди Джейн и другом Альбертом Верпером. Он нуждается в сокровищах Опара, чтобы обеспечить себе жизнь в Англии. Хранительница золота влюбляется в Тарзана, а леди Джейн похищают.

## В ролях
- Фрэнк Мэррилл — Тарзан. В этом сериале он впервые заговорил. Вернее, закричал: озвучен только его крик. Трюки в исполнении Мэрилла стали классическими для Тарзана. [2][3]
- Натали Кингстон — леди Джейн, «девушка, променявшая роскошную жизнь в Лондоне на жизнь в джунглях с Тарзаном»
- Ал Фергюсон — Альберт Верпер
- Киту — жрица Солнца Лэ, влюбившаяся в Тарзана. Киту была танцовщицей и актрисой индийского и смешанного европейского происхождения из Британской Индии, или, возможно, с Маврикия. [4][5][6][7]

## Просмотр и скачивание вАрхиве Интернета
- 1-7 серии
- 8-15 серии